# Глюкуронолактон
Глюкуронолактон — це природна речовина, яка є важливим структурним компонентом майже всіх сполучних тканин. Глюкуронолактон також міститься у багатьох рослинних смолах.

## Фізичні та хімічні властивості
Глюкуронолактон — це біла тверда речовина без запаху, розчинна у гарячій та холодній воді. Температура його плавлення коливається від 176 до 178 ° C. З'єднання може існувати у моноциклічній альдегідній формі або у біциклічній геміацетальній (лактольній) формі.

## Використання
Глюкуронолактон метаболізується в глюкаринову кислоту, ксиліт і L-ксилулозу, й людина також може використовувати глюкуронолактон як прекурсор для синтезу аскорбінової кислоти. Згідно з Мерк індексом, він також використовується як детоксикант. Печінка використовує глюкозу для створення глюкуронолактона, який пригнічує фермент В-глюкуронідазу (метаболізує глюкуроніди), що має викликати підвищення рівня глюкуроніду в крові. Глюкуроніди поєднуються з токсичними речовинами, такими як морфін та медроксипрогестерону ацетат, перетворюючи їх у водорозчинні глюкуроніди-кон'югати, які виводяться з сечею. Теоретично вищі глюкуроніди в крові повинні сприяти виведенню токсинів з організму, що призводить до твердження, що енергетичні напої детоксикують. Вільна глюкуронова кислота (або глюкуронолактон) надає менший вплив на детоксикацію, ніж глюкоза, оскільки організм синтезує UDP-глюкуронову кислоту з глюкози. Таким чином, достатнє споживання вуглеводів забезпечує достатню кількість UDP-глюкуронової кислоти для детоксикації, а продукти, багаті глюкозою, зазвичай є в достатку в розвинених країнах.
Глюкуронолактон часто використовується в енергетичних напоях із твердженнями, що він детоксикує організм. Незважаючи на те, що рівень глюкуронолактону в енергетичних напоях може набагато перевищувати рівень, який міститься в інших продуктах, Європейське агентство з безпечності харчових продуктів (EFSA) зробило висновок, що вплив глюкуронолактону при розумному споживанні енергетичних напоїв не є небезпечним. Рівень неспостережуваних побічних ефектів глюкуронолактону становить 1000 мг / кг на добу.